# 稲木良光
稲木 良光（いなぎ よしみつ）は、日本のプロコントラバス奏者・指揮者。静岡クラシック音楽振興会代表、静岡プロレス代表。静岡県静岡市駿河区出身・在住。国立音大助手を3年、常葉短期大学講師を10年間務めた。静岡での地域密着演奏会を約4000回に渡って開催している。

## 経歴
森下小、東海大学第一中学校音楽部（現吹奏楽部）、静岡高校弦楽合奏部を経て東京音楽大学コントラバス科を首席で卒業した。在学中から在京の主要オーケストラにエキストラ出演する。卒業後は国立音楽大学オーケストラ演奏助手及び霧島国際音楽祭招待アーティストを3年間務めた。
静岡コントラバス協会代表、国立オペラカンパニーコントラバス奏者、ロイヤルジャパンアンサンブル音楽監督、静岡クラシック音楽振興会代表なども務めている。
2001年のミラノ・スカラ座管弦楽団の日本ツアーにおいてエキストラとして参加した。
2005年に静岡プロレスを旗揚げし、代表を務めている。
2007年に静岡市議会議員葵区補欠選挙に出馬し落選。